# Mesinge Kirke
Mesinge Kirke er en kirke i byen Mesinge på Hindsholm.
Den er tidligst nævnt i Kong Valdemars Jordebog 1231. En sognepræst ved navn Simon er omtalt 1430 og kirken betalte 20 mark ved landehjælpen 1524-26; den højeste taksering i herredet (Bjerge Herred). Kirkens værnehelgen er nævnt 1589 at være Sankt Kathrine, ligesom en helligkilde i sognet hed Skt. Karens Kilde.
Frederik von Vittinghof til Eskebjerg erhvervede 1678 patronatsretten til denne og Hindsholms tre andre kirker (Viby, Dalby og Stubberup). Fra 1680 lå kirken til friherreskabet Scheelenborg indtil overgangen til selveje 1911.

## Bygning
Kirken er i sin kerne en romansk bygning af granit der bestod af et skib og et smallere kor. Af denne bygning er førstnævnte bevaret. I løbet af middelalderen blev skibet forlænget mod vest, før man rejste tårnet og det trappehus, der kan dateres til o. 1468.
Det romanske kor blev nedrevet 1517 eller kort før og erstattet af et sengotisk langhuskor med messeklokkespir i østgavlen. På denne tid indsattes også hvælv i skibet. Endelig er der tilføjet et våbenhus ud for det romanske skibs syddør. Alle disse ændringer er udført i tegl.

## Kalkmaleri
Kalkmalerier i kirken blev afdækket 1977-78. De ældste er udsmykningen af tårnets hvælv, der er udført o. 1480-1500 og skyldes samme malere som i Brylle Kirke. I korets østfag er en udsmykning, der blandt andet omfatter et viekors og en minuskelindskrift med dateringen 1517, som altså tidsfæster langhuskorets opførelse. I våbenhuset er rester af en frakturindskrift, der citerer Es. 56,7.

## Inventar
Kirkens ældste inventarstykke er den romanske døbefont. Af bevaret middelalderligt inventar er desuden det murede alterbord, et korbuekrucifiks fra o. 1475-1500, en klokke støbt 1462 af mester Laurinsius og de gotiske alterstager.
Den efterreformatoriske nyindretning af kirken blev gennemført i 1580'erne og 1590'erne, og fra denne tid er bevaret dele af et korgitter opsat 1584, en skriftestol fra 1586, et alterbordspanel med malet tekstilimitation fra 1591 og den samtidige altertavle, som er ombygget af en senmiddelalderlig skabsaltertavle. Ombygningen af altertavlen er formentlig udført af Jens Asmussens værksted og dermed den eneste altertavle, der med nogen sikkerhed kan tillægges denne centrale fynske renæssancebilledskærer. Han har også udført prædikestolen fra 1594 og udført i højrenæssancestil med arkadefag der rummer relieffer af Syndefaldet, Hyrdernes Tilbedelse, Korsfæstelsen og Opstandelsen, og adskilt af kraftige, hjørnefremspring med tredobbelte søjler.
I altertavlen er nu indsat et alterbillede af Anne E. Munch fra 1928 forestillende Bespisningen i Ørkenen og mindre fløjmalerier fra 1635 af Moses og Aron (mod nord) samt Kristus og Johannes Døberen (mod syd). Tårnuret er udført af F. Bertram-Larsen 1936 med delvis genanvendelse af et ældre urværks smedejernsramme.

## Gravminder
Et epitafium fra 1664 er sat af Hans Krag til minde om hustruen Johanne Hansdatter, død 1660. Det er skåret i bruskbarok stil, der slægter Anders Mortensens stil på og rummer et ovalt familieportræt. Om epitafiet er på væggen malet en drapering. En barokinspireret mindetavle over det faldne i 1. slesvigste krig er opsat på tårnrummets sydvæg.
Der er bevaret to ældre figursten i kirken, der begge er signerede arbejder af den såkaldte Odense-Monogrammist. Den ene er langt over Regitze Ulfeldt o. 1590 og den anden over hendes datter, Anne Hardenberg til Torslundegård o. 1600. Gravstenene blev taget op af korgulvet og muret ind i korets nordvæg 1854. Desuden er der gravsten over sognepræst Hans Andersen, o. 1609, herredsfoet Rasmus Lauritsen Hjort og hustru Dorte, o. 1611, og over herredsfoged Hans Krag og hustru Johanne Hansdatter (se epitafium ovenfor) fra o. 1660.